# Johnny Winter And
Johnny Winter And  är ett album från 1970 av bluesmusikern Johnny Winter.
Värd att notera på de tidiga plattorna är också en annan gitarrist, Rick Derringer, som av naturliga skäl kom att hamna i skuggan av sin mentor och förebild - Johnny Winter.

## Låtlista
1. "Guess I'll Go Away" (Johnny Winter) - 3:28
2. "Ain't That A Kindness" (Mark Klingman) - 3:29
3. "No Time To Live" (Jim Capaldi/Steve Winwood) - 4:66
4. "Rock and Roll, Hoochie Koo" (Rick Derringer) - 3:31
5. "Am I Here?" (Randy Zehringer) - 3:24
6. "Look Up" (Rick Derringer) - 3:34
7. "Prodigal Son" (Johnny Winter) - 4:18
8. "On The Limb" (Rick Derringer) - 3:36
9. "Let The Music Play" (Allan Nicholls/Otis Stephens) - 3:15
10. "Nothing Left" (Johnny Winter) - 3:30
11. "Funky Music" (Rick Derringer) - 4:55